# Велишка
Велишка (Большая Велишка) — река в России, протекает в Рыбновском районе Рязанской области. Правый приток реки Осётр. Исток реки близ села Синьково. Устье реки находится в 92 км по правому берегу реки Осётр. Длина реки Велишки составляет 10 км.

## Населённые пункты
Вдоль течения реки расположены следующие населённые пункты (от истока до устья): Синьково, Чернево, Филиппово, Бариново, Железницкие Выселки.

## Данные водного реестра
По данным государственного водного реестра России относится к Окскому бассейновому округу, водохозяйственный участок реки — Ока от города Кашира до города Коломна, без реки Москва, речной подбассейн реки — бассейны притоков Оки до впадения Мокши. Речной бассейн реки — Ока.
Код объекта в государственном водном реестре — 09010101912110000022923.